# 敦必乃
敦必乃（?—?），一作屯必乃薛禅。
蒙古部海都汗的孙子，拜姓忽兒的长子，成吉思汗的高祖父，生子札黑速、八林西博尔术、合出里、撒木哈术、巴特盖尔齐、合不勒（《元史》作葛不律寒）、兀都尔伯颜、不鲁勒札儿、乞塔台斡赤斤。
蒙古部开始壮大，敦必乃生活在12世纪初，合不勒生活在金朝初年。